# Hellbound (album)
Hellbouns je druhé studiové album od německé kapely Warlock. Bylo vydáno v roce 1985.

## Seznam skladeb
1. „Hellbound“ – 3:42
2. „All Night“ – 4:06
3. „Earthshaker Rock“ – 3:27
4. „Wrathchild“ – 3:35
5. „Down And Out“ – 4:06
6. „Out of Control“ – 4:50
7. „Time to Die“ – 4:28
8. „Shout It Out“ – 4:20
9. „Catch My Heart“ – 4:55